# Liste der Naturdenkmale in Lemberg (Pfalz)
Die Liste der Naturdenkmale in Lemberg nennt die im Gemeindegebiet von Lemberg ausgewiesenen Naturdenkmale (Stand 23. Mai 2024).

## Naturdenkmale
| Nr.         | Bezeichnung               | Lage                                                                            | Beschreibung               | Bild                                    |
| ----------- | ------------------------- | ------------------------------------------------------------------------------- | -------------------------- | --------------------------------------- |
| ND-7340-259 | Frauenbrünnel             | Lemberg, östlich des Ortes; Flur Im Langacker Lage                              | Quelle mit Fagus sylvatica | Direkt Bild zu diesem Denkmal hochladen |
| ND-7340-260 | Rothenfelsen              | Lemberg, südlich des Ortes am Ostgrat des Rothenbergs Lage                      | Buntsandsteinfelsen        | Fotos hochladen                         |
| ND-7340-310 | Eiche am Stephanshäuschen | Lemberg, südlich des Ortes, auf der Nordwestseite des Großen Stephansbergs Lage | Quercus sp.                | Direkt Bild zu diesem Denkmal hochladen |
| ND-7340-334 | Hermann-Stutz-Eiche       | Kettrichhof, nordwestlich des Ortes; Flur Aufm Kettrichhof Lage                 | Quercus sp.                | Direkt Bild zu diesem Denkmal hochladen |